# Muzeum Bankowości w Luksemburgu
Muzeum Bankowości w Luksemburgu (Le Musée de la Banque) – działające od roku 1995 muzeum, które poświęcone jest historii bankowości w Luksemburgu i bankowości ogólnie. Do najciekawszych eksponatów muzealnych zalicza się następujące kolekcje: 
- bogata kolekcja numizmatyczna
- kolekcja książeczek oszczędnościowych
- kolekcja skarbonek
- rozwój technologii IT i systemów handlowych w sektorze bankowości